# Mine de Megalópoli
La mine de Megalópoli (en grec moderne : Ορυχείο Μεγαλόπολης) est une mine de lignite et de charbon à ciel ouvert située en Grèce dans le Péloponnèse, à proximité de la ville de Megalópoli. Elle fonctionne depuis le début des années 1970. Elle est située à la proximité de la centrale thermique de Megalópoli (en), composée de deux chaudières, qu'elle alimente.
En 2020, la production de lignite des mines de Megalópoli s'élève à 2,8 millions de tonnes, loin du record annuel de production de 2002 (14,5 millions de tonnes).

## Archéologie
En 2023, lors de fouilles dans la mine, une équipe d'archéologues de l'université de Tübingen met au jour cinq sites archéologiques d'âges échelonnés de 700 000 ans (le plus ancien site archéologique du Paléolithique inférieur en Grèce) à 280 000. Ces sites comportent des outils en pierre et des os d'espèces éteintes (cerfs géants, hippopotames, rhinocéros, éléphants et macaques) dont certains portent des traces d'abattage et de découpe. En l'absence de fossiles humains, l'espèce à l'origine des abattages et découpes ne peut pas être assurée, mais la facture des outils suggère des Homo sapiens archaïques plutôt que des Néandertaliens.